# 한국인이 좋아하는 TV프로그램
한국인이 좋아하는 TV프로그램은 대한민국의 한국갤럽조사연구소에서 선정하여 발표하는 텔레비전 방송 프로그램을 포함되고 있다. 2013년 1월부터 시작하였다.

## 목록

### 2013년
1월
- 1위 무한도전
- 2위 내 딸 서영이
- 3위 1박 2일
- 4위 마의
- 5위 런닝맨
- 6위 개그콘서트
- 7위 힘내요 미스터 김
- 8위 학교 2013
- 9위 야왕
- 10위 무자식상팔자

2월
- 1위 내 딸 서영이
- 2위 무한도전
- 3위 런닝맨
- 4위 마의
- 5위 1박 2일
- 6위 야왕
- 7위 아빠! 어디가
- 8위 힘내요 미스터 김
- 9위 개그콘서트
- 10위 그 겨울, 바람이 분다

3월
- 1위 무한도전
- 2위 아빠! 어디가
- 3위 야왕
- 4위 런닝맨
- 5위 마의
- 6위 힘내요 미스터 김
- 7위 1박 2일
- 8위 개그콘서트
- 9위 오자룡이 간다
- 10위 돈의 화신

4월
- 1위 무한도전
- 2위 오자룡이 간다
- 3위 런닝맨
- 4위 아빠! 어디가?
- 5위 힘내요 미스터 김
- 6위 개그콘서트
- 7위 직장의 신
- 8위 1박 2일
- 9위 구가의 서
- 10위 백년의 유산

5월
- 1위 무한도전
- 2위 런닝맨
- 3위 백년의 유산
- 4위 1박 2일
- 5위 구가의 서
- 6위 아빠! 어디가?
- 7위 장옥정, 사랑에 살다
- 8위 직장의 신
- 9위 개그콘서트
- 10위 오자룡이 간다

6월
- 1위 무한도전
- 2위 구가의 서
- 3위 백년의 유산
- 4위 런닝맨
- 5위 아빠! 어디가?
- 6위 진짜 사나이
- 7위 장옥정, 사랑에 살다
- 8위 삼생이
- 9위 개그콘서트
- 10위 1박 2일

7월
- 1위 무한도전
- 2위 너의 목소리가 들려
- 3위 아빠! 어디가?
- 4위 런닝맨
- 5위 진짜 사나이
- 6위 1박 2일
- 7위 최고다 이순신
- 8위 개그콘서트
- 9위 오로라 공주
- 10위 썰전

8월
- 1위 무한도전
- 2위 런닝맨
- 3위 아빠! 어디가?
- 4위 오로라 공주
- 5위 굿 닥터
- 6위 진짜 사나이
- 7위 1박 2일
- 8위 주군의 태양
- 9위 지성이면 감천
- 10위 구암 허준

9월
- 1위 무한도전
- 2위 진짜 사나이
- 3위 굿 닥터
- 4위 아빠! 어디가?
- 5위 주군의 태양
- 6위 런닝맨
- 7위 지성이면 감천
- 8위 개그콘서트
- 9위 오로라 공주
- 10위 썰전

10월
- 1위 무한도전
- 2위 오로라 공주
- 3위 아빠! 어디가?
- 4위 런닝맨
- 5위 지성이면 감천
- 6위 비밀
- 7위 왕가네 식구들
- 8위 오로라 공주
- 9위 개그콘서트
- 10위 썰전

11월
- 1위 무한도전
- 2위 오로라 공주
- 3위 응답하라 1994
- 4위 아빠! 어디가?
- 5위 진짜 사나이
- 6위 왕가네 식구들
- 7위 상속자들
- 8위 기황후
- 9위 런닝맨
- 10위 못난이주의보

12월
- 1위 무한도전
- 2위 오로라 공주
- 3위 응답하라 1994
- 4위 기황후
- 5위 왕가네 식구들
- 6위 런닝맨
- 7위 아빠! 어디가?
- 8위 상속자들
- 9위 진짜 사나이
- 10위 1박 2일

### 2014년
1월
- 1위 무한도전
- 2위 왕가네 식구들
- 3위 별에서 온 그대
- 4위 기황후
- 5위 런닝맨
- 6위 아빠! 어디가?
- 7위 1박 2일
- 8위 개그콘서트
- 9위 진짜 사나이
- 10위 썰전

2월
- 1위 별에서 온 그대
- 2위 무한도전
- 3위 왕가네 식구들
- 4위 기황후
- 5위 아빠! 어디가?
- 6위 런닝맨
- 7위 1박 2일
- 8위 사랑은 노래를 타고
- 9위 개그콘서트
- 10위 정도전

3월
- 1위 기황후
- 2위 무한도전
- 3위 1박 2일
- 4위 런닝맨
- 5위 정도전
- 6위 아빠! 어디가?
- 7위 사랑은 노래를 타고
- 8위 개그콘서트
- 9위 신의 선물
- 10위 슈퍼맨이 돌아왔다

4월
- 1위 기황후
- 2위 무한도전
- 3위 정도전
- 4위 개그콘서트
- 5위 신의 선물
- 6위 런닝맨
- 7위 아빠! 어디가?
- 8위 슈퍼맨이 돌아왔다
- 9위 1박 2일
- 10위 사랑은 노래를 타고

7월
- 1위 무한도전
- 2위 런닝맨
- 3위 개그콘서트
- 4위 왔다! 장보리
- 5위 아빠! 어디가?
- 6위 슈퍼맨이 돌아왔다
- 7위 1박 2일
- 8위 고양이는 있다
- 9위 썰전
- 10위 조선총잡이

8월
- 1위 무한도전
- 2위 왔다! 장보리
- 3위 런닝맨
- 4위 슈퍼맨이 돌아왔다
- 5위 1박 2일
- 6위 비정상회담
- 7위 진짜 사나이
- 8위 개그콘서트
- 9위 괜찮아, 사랑이야

9월
- 1위 왔다! 장보리
- 2위 무한도전
- 3위 비정상회담
- 4위 진짜사나이
- 5위 1박 2일
- 6위 고양이는 있다
- 7위 슈퍼맨이 돌아왔다
- 8위 개그콘서트
- 9위 썰전
- 10위 런닝맨

10월
- 1위 무한도전
- 2위 슈퍼맨이 돌아왔다
- 3위 1박 2일
- 4위 개그콘서트
- 5위 고양이는 있다
- 6위 런닝맨
- 7위 비정상회담
- 8위 아빠! 어디가
- 9위 모두 다 김치
- 뻐꾸기둥지

11월
- 1위 무한도전
- 2위 미생
- 3위 슈퍼맨이 돌아왔다
- 4위 고양이는 있다
- 5위 비정상회담
- 6위 가족끼리 왜 이래
- 7위 개그콘서트
- 8위 런닝맨
- 9위 진짜 사나이

12월
- 1위 무한도전
- 2위 미생
- 3위 가족끼리 왜 이래
- 4위 슈퍼맨이 돌아왔다
- 5위 개그콘서트
- 6위 1박 2일
- 7위 청담동 스캔들
- 8위 비정상회담
- 9위 런닝맨
- 10위 피노키오

### 2015년
1월
- 1위 무한도전
- 2위 가족끼리 왜 이래
- 3위 슈퍼맨이 돌아왔다
- 4위 런닝맨
- 5위 비정상회담
- 6위 1박 2일
- 7위 펀치
- 8위 전설의 마녀
- 9위 개그콘서트
- 10위 K팝스타 4

2월
- 1위 무한도전
- 2위 가족끼리 왜 이래
- 3위 슈퍼맨이 돌아왔다
- 4위 삼시세끼
- 5위 펀치
- 6위 비정상회담
- 7위 런닝맨
- 8위 썰전
- 9위 1박 2일
- 10위 개그콘서트

3월
- 1위 무한도전
- 2위 삼시세끼
- 3위 슈퍼맨이 돌아왔다
- 4위 비정상회담
- 5위 런닝맨
- 6위 1박 2일
- 7위 개그콘서트
- 8위 빛나거나 미치거나
- 9위 썰전
- 10위 당신만이 내사랑

4월
- 1위 무한도전
- 2위 슈퍼맨이 돌아왔다
- 3위 개그콘서트
- 4위 당신만이 내사랑
- 5위 비정상회담
- 6위 런닝맨
- 7위 풍문으로 들었소
- 8위 썰전
- 9위 1박 2일
- 10위 꽃보다 할배

5월
- 1위 무한도전
- 2위 슈퍼맨이 돌아왔다
- 3위 비정상회담
- 4위 냉장고를 부탁해
- 5위 1박 2일
- 6위 런닝맨
- 7위 썰전
- 8위 삼시세끼
- 9위 진짜 사나이
- 10위 개그콘서트

6월
- 1위 무한도전
- 2위 슈퍼맨이 돌아왔다
- 3위 냉장고를 부탁해
- 4위 삼시세끼
- 5위 프로듀사
- 6위 개그콘서트
- 7위 미스터리 음악쇼 복면가왕
- 8위 1박 2일
- 9위 런닝맨
- 10위 비정상회담

7월
- 1위 무한도전
- 2위 슈퍼맨이 돌아왔다
- 3위 미스터리 음악쇼 복면가왕
- 4위 냉장고를 부탁해
- 5위 삼시세끼
- 6위 런닝맨
- 7위 1박 2일
- 8위 개그콘서트
- 9위 비정상회담
- 10위 징비록

8월
- 1위 무한도전
- 2위 슈퍼맨이 돌아왔다
- 3위 냉장고를 부탁해
- 4위 미스터리 음악쇼 복면가왕
- 5위 삼시세끼
- 6위 용팔이
- 7위 런닝맨
- 8위 비정상회담
- 9위 집밥 백선생
- 10위 여자를 올려

9월
- 1위 무한도전
- 2위 미스터리 음악쇼 복면가왕
- 3위 용팔이
- 4위 슈퍼맨이 돌아왔다
- 5위 가족을 지켜라
- 6위 냉장고를 부탁해
- 7위 개그콘서트
- 8위 런닝맨
- 9위 돌아온 황금복
- 10위 삼시세끼

10월
- 1위 무한도전
- 2위 그녀는 예뻤다
- 3위 미스터리 음악쇼 복면가왕
- 4위 슈퍼맨이 돌아왔다
- 5위 1박 2일
- 6위 냉장고를 부탁해
- 7위 육룡이 나르샤
- 8위 내 딸, 금사월
- 9위 돌아온 황금복
- 10위 개그콘서트

11월
- 1위 무한도전
- 2위 미스터리 음악쇼 복면가왕
- 3위 내 딸, 금사월
- 4위 돌아온 황금복
- 5위 응답하라 1988
- 6위 런닝맨
- 7위 육룡이 나르샤
- 8위 삼시세끼
- 9위 부탁해요, 엄마
- 10위 냉장고를 부탁해

12월
- 1위 무한도전
- 2위 응답하라 1988
- 3위 내 딸, 금사월
- 4위 육룡이 나르샤
- 5위 미스터리 음악쇼 복면가왕
- 6위 삼시세끼
- 7위 슈퍼맨이 돌아왔다
- 8위 부탁해요, 엄마
- 9위 1박 2일
- 10위 런닝맨

### 2016년
1월
- 1위 무한도전
- 2위 응답하라 1988
- 3위 육룡이 나르샤
- 4위 부탁해요, 엄마
- 5위 내 딸, 금사월
- 6위 런닝맨
- 7위 미스터리 음악쇼 복면가왕
- 8위 슈퍼맨이 돌아왔다
- 9위 썰전
- 10위 1박 2일

2월
- 1위 무한도전
- 2위 내 딸, 금사월
- 3위 육룡이 나르샤
- 4위 부탁해요, 엄마
- 5위 시그널
- 6위 런닝맨
- 7위 썰전
- 8위 엄마
- 9위 슈퍼맨이 돌아왔다
- 10위 미스터리 음악쇼 복면가왕

3월
- 1위 무한도전
- 2위 태양의 후예
- 3위 시그널
- 4위 육룡이 나르샤
- 5위 런닝맨
- 6위 미스터리 음악쇼 복면가왕
- 7위 썰전
- 8위 우리집 꿀단지
- 9위 1박 2일
- 10위 내일도 승리

4월
- 1위 무한도전
- 2위 태양의 후예
- 3위 런닝맨
- 4위 미스터리 음악쇼 복면가왕
- 5위 1박 2일
- 6위 썰전
- 7위 우리집 꿀단지
- 8위 내일도 승리
- 9위 대박
- 10위 슈퍼맨이 돌아왔다

5월
- 1위 무한도전
- 2위 동네변호사 조들호
- 3위 1박 2일
- 4위 썰전
- 5위 미스터리 음악쇼 복면가왕
- 6위 옥중화
- 7위 슈퍼맨이 돌아왔다
- 8위 런닝맨
- 9위 아이가 다섯
- 10위 그것이 알고싶다

6월
- 1위 무한도전
- 2위 또! 오해영
- 3위 미스터리 음악쇼 복면가왕
- 4위 1박 2일
- 5위 썰전
- 6위 런닝맨
- 7위 아이가 다섯
- 8위 몬스터
- 9위 슈퍼맨이 돌아왔다
- 10위 아는 형님

7월
- 1위 무한도전
- 2위 닥터스
- 3위 아이가 다섯
- 4위 썰전
- 5위 1박 2일
- 6위 런닝맨
- 7위 삼시세끼 고창편
- 8위 아는 형님
- 9위 별난 가족
- 10위 미스터리 음악쇼 복면가왕

8월
- 1위 무한도전
- 2위 닥터스
- 3위 1박 2일
- 4위 W
- 5위 아이가 다섯
- 6위 썰전
- 7위 삼시세끼 고창편
- 8위 런닝맨
- 9위 아는 형님
- 10위 그것이 알고싶다

9월
- 1위 무한도전
- 2위 구르미 그린 달빛
- 3위 몬스터
- 4위 1박 2일
- 5위 옥중화
- 6위 썰전
- 7위 별난 가족
- 8위 런닝맨
- 9위 미스터리 음악쇼 복면가왕
- 10위 나는 자연인이다

10월
- 1위 무한도전
- 2위 구르미 그린 달빛
- 3위 질투의 화신
- 4위 옥중화
- 5위 삼시세끼 어촌편 3
- 6위 1박 2일
- 7위 썰전
- 8위 별난 가족
- 9위 달의 연인 : 보보경심려
- 10위 미스터리 음악쇼 복면가왕

11월
- 1위 무한도전
- 2위 썰전
- 3위 별난 가족
- 4위 아는 형님
- 5위 삼시세끼 어촌편 3
- 6위 낭만닥터 김사부
- 7위 월계수 양복점 신사들
- 8위 나는 자연인이다
- 9위 미운 우리 새끼

12월
- 1위 무한도전
- 1위 썰전
- 2위 도깨비
- 3위 낭만닥터 김사부
- 4위 그것이 알고싶다
- 5위 푸른 바다의 전설
- 6위 1박 2일
- 7위 삼시세끼 어촌편 3
- 8위 나는 자연인이다
- 9위 아는 형님
- 10위 월계수 양복점 신사들

### 2017년
1월
- 1위 도깨비
- 2위 무한도전
- 3위 썰전
- 4위 낭만닥터 김사부
- 5위 월계수 양복점 신사들
- 6위 1박 2일
- 7위 푸른 바다의 전설
- 8위 아는 형님
- 9위 빛나라 은수
- 10위 강적들

2월
- 1위 썰전
- 2위 무한도전
- 3위 피고인
- 4위 역적
- 5위 1박 2일
- 6위 불어라 미풍아
- 7위 빛나라 은수
- 8위 그것이 알고싶다
- 9위 아는 형님
- 10위 김과장

3월
- 1위 썰전
- 2위 피고인
- 3위 무한도전
- 4위 빛나라 은수
- 5위 역적
- 6위 아는 형님
- 7위 김과장
- 8위 외부자들
- 9위 나는 자연인이다
- 10위 그것이 알고싶다

4월
- 1위 무한도전
- 2위 썰전
- 3위 빛나라 은수
- 4위 귓속말
- 5위 역적
- 6위 아는 형님
- 7위 1박 2일
- 8위 윤식당
- 9위 다시, 첫사랑
- 10위 나는 자연인이다

5월
- 1위 무한도전
- 2위 썰전
- 3위 빛나라 은수
- 4위 윤식당
- 5위 귓속말
- 6위 아는 형님
- 7위 역적
- 8위 나는 자연인이다
- 9위 미운 우리 새끼
- 10위 라디오스타

6월
- 1위 무한도전
- 2위 썰전
- 3위 쌈, 마이웨이
- 4위 무궁화 꽃이 피었습니다
- 5위 아버지가 이상해
- 6위 나는 자연인이다
- 7위 알쓸신잡
- 8위 미운 우리 새끼
- 9위 1박 2일
- 10위 군주 - 가면의 주인

7월
- 1위 무한도전
- 2위 썰전
- 3위 알쓸신잡
- 4위 아는 형님
- 5위 신서유기 4
- 6위 나는 자연인이다
- 7위 아버지가 이상해
- 8위 미운 우리 새끼
- 9위 무궁화 꽃이 피었습니다
- 10위 효리네 민박
- 10위 이름 없는 여자

8월
- 1위 무한도전
- 2위 썰전
- 3위 신서유기 4
- 4위 삼시세끼
- 5위 나는 자연인이다
- 6위 미운 우리 새끼
- 7위 아는 형님
- 8위 효리네 민박
- 9위 무궁화 꽃이 피었습니다
- 10위 아버지가 이상해

9월
- 1위 무한도전
- 2위 썰전
- 3위 효리네 민박
- 4위 무궁화 꽃이 피었습니다
- 5위 아는 형님
- 6위 삼시세끼
- 7위 나는 자연인이다
- 8위 동상이몽 2 - 너는 내 운명
- 9위 1박 2일
- 10위 미운 우리 새끼

10월
- 1위 썰전
- 2위 무한도전
- 3위 무궁화 꽃이 피었습니다
- 4위 나는 자연인이다
- 5위 미운 우리 새끼
- 6위 돌아온 복단지
- 7위 삼시세끼
- 8위 황금빛 내 인생
- 9위 1박 2일
- 10위 아는 형님

11월
- 1위 황금빛 내 인생
- 2위 썰전
- 3위 알쓸신잡
- 4위 나는 자연인이다
- 5위 무한도전
- 6위 미운 우리 새끼
- 7위 동상이몽 2 - 너는 내 운명
- 8위 1박 2일
- 9위 돌아온 복단지
- 10위 아는 형님

12월
- 1위 황금빛 내 인생
- 2위 무한도전
- 3위 썰전
- 4위 알쓸신잡
- 5위 나 혼자 산다
- 6위 아는 형님
- 7위 나는 자연인이다
- 8위 미운 우리 새끼
- 9위 내 남자의 비밀
- 10위 어서와~ 한국은 처음이지?
- 10위 동상이몽 2 - 너는 내 운명

### 2018년
1월
- 1위 황금빛 내 인생
- 2위 무한도전
- 3위 윤식당 2
- 4위 썰전
- 5위 슬기로운 감빵생활
- 6위 나 혼자 산다
- 7위 미운 우리 새끼
- 8위 1박 2일
- 9위 아는 형님
- 10위 돈꽃

2월
- 1위 황금빛 내 인생
- 2위 무한도전
- 3위 윤식당 2
- 4위 썰전
- 5위 나 혼자 산다
- 6위 아는 형님
- 7위 리턴
- 8위 미운 우리 새끼
- 9위 어서와~ 한국은 처음이지?
- 10위 그것이 알고싶다

3월
- 1위 무한도전
- 2위 황금빛 내 인생
- 3위 무한도전
- 4위 썰전
- 5위 나 혼자 산다
- 6위 효리네 민박 2
- 7위 미워도 사랑해
- 8위 윤식당 2
- 9위 미스티
- 10위 나는 자연인이다
- 10위 아는 형님

4월
- 1위 나 혼자 산다
- 2위 썰전
- 3위 밥 잘 사주는 예쁜 누나
- 4위 효리네 민박 2
- 5위 나는 자연인이다
- 6위 아는 형님
- 7위 미워도 사랑해
- 8위 같이 살래요
- 9위 라이브
- 10위 그것이 알고싶다
- 10위 김어준의 블랙하우스

5월
- 1위 나 혼자 산다
- 2위 아는 형님
- 3위 같이 살래요
- 4위 나는 자연인이다
- 5위 썰전
- 6위 밥 잘 사주는 예쁜 누나
- 7위 미운 우리 새끼
- 8위 런닝맨
- 9위 도시어부
- 10위 전생에 웬수들

6월
- 1위 나 혼자 산다
- 2위 썰전
- 3위 같이 살래요
- 4위 아는 형님
- 5위 미운우리새끼
- 6위 김비서가 왜 그럴까
- 7위 런닝맨
- 8위 나는 자연인이다
- 9위 1박 2일

7월
- 1위 나 혼자 산다
- 2위 같이 살래요
- 3위 미운우리새끼
- 4위 미스터 션샤인
- 5위 나는 자연인이다
- 6위 아는 형님
- 7위 김비서가 왜 그럴까
- 8위 런닝맨
- 9위 썰전
- 10위 전지적 참견 시점

8월
- 1위 같이 살래요
- 2위 나 혼자 산다
- 3위 미스터 션샤인
- 4위 미운 우리 새끼
- 5위 썰전
- 6위 내일도 맑음
- 7위 아는 형님
- 8위 나는 자연인이다
- 9위 런닝맨
- 10위 도시어부

9월
- 1위 미스터 션샤인
- 2위 나 혼자 산다
- 3위 같이 살래요
- 4위 아는 형님
- 5위 내일도 맑음
- 6위 런닝맨
- 7위 썰전
- 8위 나는 자연인이다
- 9위 아는 와이프
- 10위 도시어부

10월
- 1위 나 혼자 산다
- 2위 나는 자연인이다
- 3위 내일도 맑음
- 4위 런닝맨
- 5위 미운 우리새끼
- 6위 아는 형님
- 7위 신서유기 5
- 8위 백일의 낭군님
- 9위 하나뿐인 내편
- 10위 알쓸신잡 3

11월
- 1위 신서유기 6
- 2위 나 혼자 산다
- 3위 나는 자연인이다
- 4위 썰전
- 5위 아는 형님
- 6위 하나뿐인 내편
- 7위 뷰티 인사이드
- 8위 런닝맨
- 9위 끝까지 사랑
- 10위 알쓸신잡 3

12월
- 1위 나 혼자 산다
- 2위 하나뿐인 내편
- 3위 신서유기 6
- 4위 썰전
- 5위 나는 자연인이다
- 6위 SKY 캐슬
- 7위 미운 우리 새끼
- 8위 남자친구
- 9위 비켜라 운명아
- 10위 런닝맨

## 같이 보기
- 한국 갤럽